# Filagrio Epirota
Filagrio Epirota in greco antico: Φιλάγριος Ηπειρώτης?, Philágrios Ēpeirṓtēs (fl. III secolo) è stato un medico greco antico, vissuto dopo Galeno e prima di Oribasio, dunque, con ogni probabilità, nel III secolo.

## Biografia
Filagrio nacque nella regione dell'Epiro, sicuramente dopo Galeno, che non sembra conoscerlo, e prima di Oribasio, che lo cita. Secondo il lessico Suda, prima di intraprendere la sua carriera, fu alunno di un medico altrimenti sconosciuto, chiamato Naumachio.
Teofilo, commentatore di Ippocrate, lo definisce Περιοδευτής (Periodeutes), cioè medico itineranteː probabilmente, come molti altri colleghi, dovette viaggiare tra una città e l'altra per praticare la professione. La notizia, tuttavia, sembra in parziale disaccordo con la fonte che lo dà per stabile nella città di Tessalonica, sicché è probabile che le autorità cittadine gli abbiano chiesto di restare, una volta che egli fosse passato da quelle parti.

## Opere
Filagrio era molto apprezzato dai medici arabi, che lo menzionano in diverse occasioni e che hanno conservato anche la lista delle sue opere. 
I campi di azione di Filagrio, in effetti, come appare dai soli titoli, erano vastiː dal De impetigine ("L'impetigine") all'odontoiatria, con De iis quae gingivae dentibusque accidunt ("Fenomeni riguardanti gengive e denti"); dagli studi sugli organi addominali, con De renum vel vesicae calculo ("Calcolo renale o della vescica"), De hepatis morbo ("Malattia del fegato"), De morbo colico ("Malattia dell'intestino"), De morbo icterico ("L'ittero", agli studi reumatici con De arthritidis morbo ("L'artrite"). A parte resta l'enigmatico De morsu canis ("Il morso del cane"), probabilmente sulla rabbia.
Più ampi e di carattere diagnostico erano De morborum indiciis ("Sintomi delle malattie") e De cancri morbo ("Il cancro") e, soprattutto, un trattato, forse, di deontologia professionale, De iis qui medico destituuntur ("Doveri del medico").